# Husillos
Husillos település Spanyolországban, Palencia tartományban. Husillos Palencia, Grijota, Villaumbrales, Becerril de Campos, Monzón de Campos és Fuentes de Valdepero községekkel határos. Lakosainak száma 393 fő (2024).

## Népesség
A település népessége az elmúlt években az alábbi módon változott:
| Lakosok száma | 228  | 208  | 232  | 233  | 254  | 292  | 303  | 320  | 371  | 393  |
|               | 2001 | 2004 | 2007 | 2009 | 2012 | 2014 | 2017 | 2019 | 2022 | 2024 |